# Phoenicurus coeruleocephala
El colirrojo capiazul (Phoenicurus coeruleocephala) es una especie de ave paseriforme de la familia Muscicapidae propia de las montañas de Asia.

## Distribución y hábitat

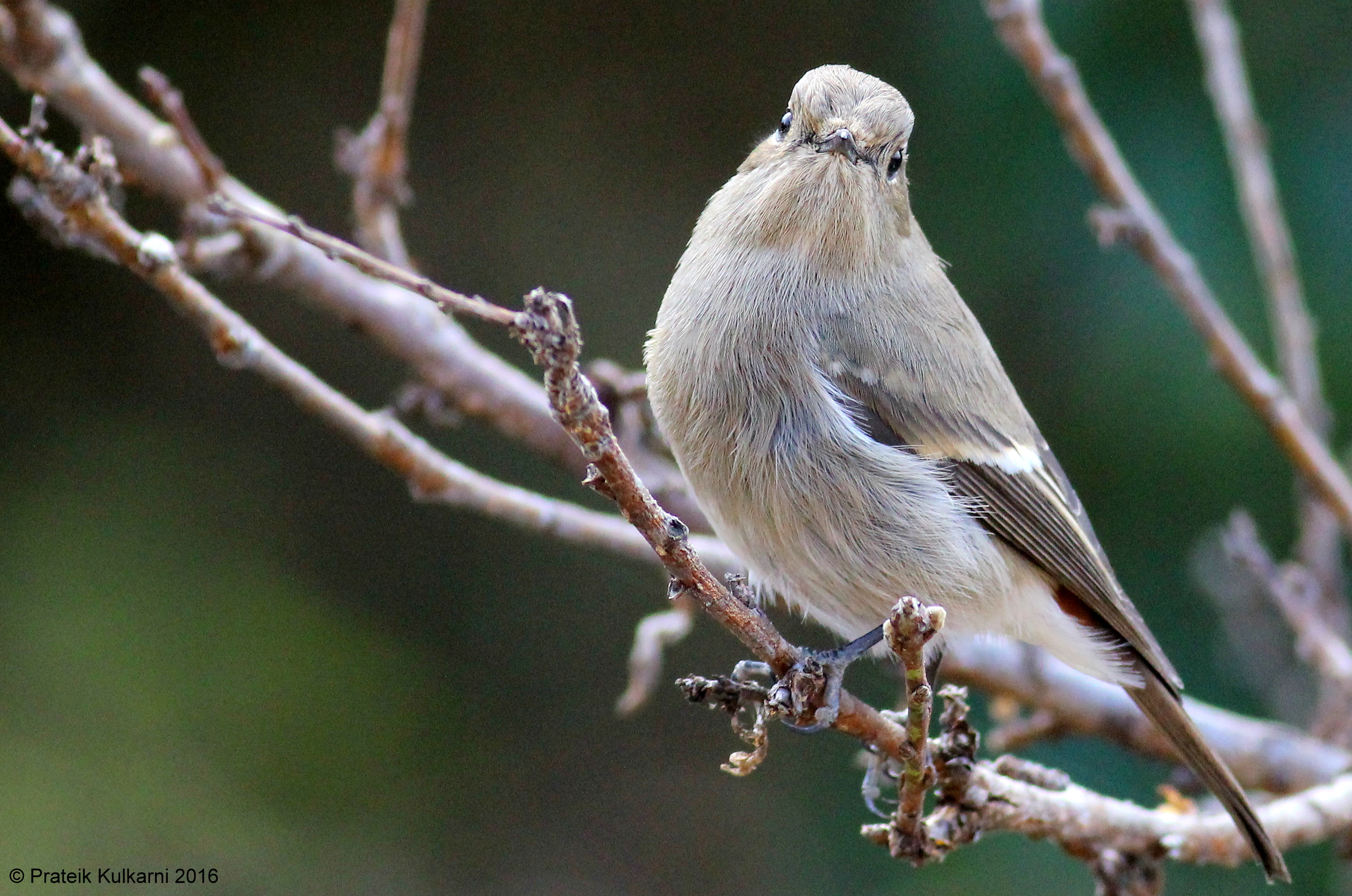
Hembra en Pangot, Nainital, Uttarakhand, India.

Se encuentra en las montañas de Asia central, desde Tayikistán y Afganistán hasta el noroeste de la India, el Himalaya, desde Jammu y Cachemira hacia el este por Himachal Pradesh y Uttaranchal, hasta Nepal y Bután, llegando hasta Arunachal Pradesh, además de las regiones adyacentes.
Su hábitat natural son los bosques montanos y zonas de matorral.